# Виссер, Зарк
Зарк Виссер — южноафриканский легкоатлет, который специализируется в прыжках в длину. На Универсиаде 2011 года занял 7-е место. Выступал на чемпионате мира 2013 года, но не пробился в финал. Чемпион ЮАР в 2012 и 2013 годах.
5 мая 2013 года занял 2-е место на соревнованиях Seiko Golden Grand Prix — 7,84 м.
В настоящее время является студентом Йоханнесбургского университета.

## Достижения
Бриллиантовая лига
- 2013:  Zürich Weltklasse — 8,32 м — PB

## Сезон 2014 года
21 августа занял 4-е место на DN Galan с результатом 7,98 м.
13 сентября стал бронзовым призёром Континентального кубка IAAF с результатом 7,96 м.